# Cour-et-Buis
Cour-et-Buis és un municipi francès situat al departament de la Isèra i a la regió d'Alvèrnia-Roine-Alps. L'any 2007 tenia 836 habitants.

## Demografia

### Població
El 2007 la població de fet de Cour-et-Buis era de 836 persones. Hi havia 326 famílies de les quals 74 eren unipersonals (43 homes vivint sols i 31 dones vivint soles), 114 parelles sense fills, 130 parelles amb fills i 8 famílies monoparentals amb fills.
La població ha evolucionat segons el següent gràfic:
Habitants censats

### Habitatges
El 2007 hi havia 362 habitatges, 331 eren l'habitatge principal de la família, 21 eren segones residències i 11 estaven desocupats. 310 eren cases i 43 eren apartaments. Dels 331 habitatges principals, 269 estaven ocupats pels seus propietaris, 49 estaven llogats i ocupats pels llogaters i 13 estaven cedits a títol gratuït; 2 tenien una cambra, 15 en tenien dues, 45 en tenien tres, 90 en tenien quatre i 179 en tenien cinc o més. 296 habitatges disposaven pel capbaix d'una plaça de pàrquing. A 131 habitatges hi havia un automòbil i a 187 n'hi havia dos o més.

### Piràmide de població
La piràmide de població per edats i sexe el 2009 era:
| Homes | Edats   | Dones |
| ----- | ------- | ----- |
| 0     | 95 o +  | 0     |
| 4     | 90 a 94 | 0     |
| 0     | 85 a 89 | 8     |
| 8     | 80 a 84 | 0     |
| 4     | 75 a 79 | 16    |
| 16    | 70 a 74 | 20    |
| 12    | 65 a 69 | 12    |
| 8     | 60 a 64 | 12    |
| 24    | 55 a 59 | 20    |
| 32    | 50 a 54 | 20    |
| 28    | 45 a 49 | 28    |
| 12    | 40 a 44 | 24    |
| 28    | 35 a 39 | 32    |
| 48    | 30 a 34 | 20    |
| 20    | 25 a 29 | 36    |
| 24    | 20 a 24 | 16    |
| 24    | 15 a 19 | 8     |
| 36    | 10 a 14 | 20    |
| 16    | 5 a 9   | 36    |
| 32    | 0 a 4   | 28    |

## Economia
El 2007 la població en edat de treballar era de 556 persones, 417 eren actives i 139 eren inactives. De les 417 persones actives 391 estaven ocupades (207 homes i 184 dones) i 27 estaven aturades (12 homes i 15 dones). De les 139 persones inactives 51 estaven jubilades, 39 estaven estudiant i 49 estaven classificades com a «altres inactius».

### Ingressos
El 2009 a Cour-et-Buis hi havia 314 unitats fiscals que integraven 815 persones, la mediana anual d'ingressos fiscals per persona era de 19.340 €.

### Activitats econòmiques
Dels 48 establiments que hi havia el 2007, 1 era d'una empresa alimentària, 6 d'empreses de fabricació d'altres productes industrials, 9 d'empreses de construcció, 8 d'empreses de comerç i reparació d'automòbils, 3 d'empreses de transport, 4 d'empreses d'hostatgeria i restauració, 3 d'empreses financeres, 3 d'empreses immobiliàries, 7 d'empreses de serveis, 1 d'una entitat de l'administració pública i 3 d'empreses classificades com a «altres activitats de serveis».
Dels 15 establiments de servei als particulars que hi havia el 2009, 1 era una oficina de correu, 1 funerària, 2 tallers de reparació d'automòbils i de material agrícola, 4 paletes, 1 lampisteria, 1 perruqueria, 3 restaurants, 1 agència immobiliària i 1 saló de bellesa.
Dels 2 establiments comercials que hi havia el 2009, 1 era una fleca i 1 una floristeria.
L'any 2000 a Cour-et-Buis hi havia 9 explotacions agrícoles.

## Equipaments sanitaris i escolars
El 2009 hi havia una escola elemental.

## Poblacions més properes
El següent diagrama mostra les poblacions més properes.